# Betrekkelijk voornaamwoord
Een betrekkelijk voornaamwoord (Latijn: pronomen relativum) is in de taalkundige benoeming een voornaamwoord dat een betrekkelijke bijzin inleidt. Datgene waar in de bijzin met het betrekkelijk voornaamwoord als introductie naar verwezen wordt, wordt het antecedent genoemd. Dit antecedent kan een woord, zinsdeel of hele zin zijn.
Het gebruik van het juiste betrekkelijke voornaamwoord hangt in de meeste gevallen vooral af van het geslacht en getal van het antecedent. Daarnaast spelen onder meer in het Nederlands stijl en register een rol.

## Nederlands
De meest gebruikte betrekkelijke voornaamwoorden in het Nederlands zijn die, dat, wat en wie.

## Frans
Het Frans heeft de betrekkelijke voornaamwoorden qui (vorm voor het onderwerp na een voorzetsel) quoi (na een voorzetsel) en que (lijdend voorwerp).